# Thrinax ekmaniana
Thrinax ekmaniana là một loài cau đặc hữu của Cuba. Chúng có một nhóm ít hơn 100 cá thể còn tồn tại trong tự nhiên.